# Cantonul Marly-le-Roi
Cantonul Marly-le-Roi este un canton din arondismentul Saint-Germain-en-Laye, departamentul Yvelines, regiunea Île-de-France , Franța.

## Comune
- Louveciennes
- Marly-le-Roi (reședință)
- Le Port-Marly